# Luigi Amedeo, Duce de Abruzzi
Prințul Luigi Amedeo de Savoia-Aosta, Duce de Abruzzi (Luigi Amedeo Giuseppe Maria Ferdinando Francesco di Savoia-Aosta; 29 ianuarie 1873 - 18 martie 1933), a fost prinț italian, alpinist și explorator.
Este cunoscut pentru explorările arctice și pentru expedițiile montane în special pe Muntele Saint Elias (Alaska-Yukon) și K2 (Pakistan-China). De asemenea, a servit ca amiral italian în timpul Primului Război Mondial.